# Carlo Ciceri
Carlo Stefano Anastasio Ciceri (Como, 26 dicembre 1618 – Como, 24 giugno 1694) è stato un cardinale e vescovo cattolico italiano.

## Biografia
Nato a Milano il 26 dicembre 1618, Carlo Stefano Anastasio Ciceri era figlio di Vincenzo Ciceri, originario di Como.
Intrapresi gli studi giuridici, si laureò a Bologna in utroque iure, divenendo in seguito vicelegato di diverse città dello Stato Pontificio - tra cui Spoleto e Ferrara - per conto di papa Innocenzo X, sino a giungere al Tribunale della Segnatura Apostolica come Referendario della Sacra Consulta.
Nominato vescovo di Alessandria il 22 settembre 1659, venne trasferito alla sede episcopale di Como il 13 maggio 1680.
Papa Innocenzo XI, con il quale era imparentato, lo elevò al rango di cardinale nel concistoro del 2 settembre 1686 con il titolo di Sant'Agostino. Ottenne dal medesimo pontefice il permesso di ammezzare il proprio stemma con quello pontificio.
Partecipò al conclave del 1689, che elesse papa Alessandro VIII, ed a quello del 1691, che elesse papa Innocenzo XII.
Dopo la morte venne sepolto nella cattedrale di Como.

## Genealogia episcopale
La genealogia episcopale è:
- Arcivescovo Filippo Archinto
- Papa Pio IV
- Cardinale Giovanni Antonio Serbelloni
- Cardinale Carlo Borromeo
- Cardinale Ottavio Paravicini
- Cardinale Giambattista Leni
- Cardinale Giulio Roma
- Arcivescovo Martino Alfieri
- Cardinale Francesco Maria Machiavelli
- Papa Innocenzo XI
- Cardinale Carlo Stefano Anastasio Ciceri